# C・J・チェリイ
キャロリン・ジャニース・チェリイ（英: Carolyn Janice Cherry、1942年9月1日 - ）は、アメリカ合衆国のSF作家でファンタジー作家。筆名の C・J・チェリイ（英: C. J. Cherryh）でよく知られている。1970年代中ごろから60以上の本を出版しており、ヒューゴー賞を受賞した『ダウンビロウ・ステーション』（1981年）と『サイティーン』（1988年）が有名。どちらも《「同盟-連合」宇宙》シリーズに属する。
姓に発音しない "h" を付けて筆名にしたのは、最初の編集者（ドナルド・A・ウォルハイム）が "Cherry"（さくらんぼ）ではあまりにも恋愛小説家のようだと感じたためである。また、ファーストネームとミドルネームをイニシャルにしたのは、女性であることを隠すためだった（当時、SF作家は男性がほとんどだった）。ミドルネームの発音は /dʒəˈniːs/ で、後半にアクセントがある（/ˈdʒænɪs/ という発音の方が一般的）。
彼女にちなんで (77185) チェリイと名づけられた小惑星が存在する。NASAのジェット推進研究所は、これについて「（チェリイは）人類が恒星間で生きるように成長する様を想像し、それによって我々を星々へと駆り立てた」としている。

## 経歴
1942年、セントルイスに生まれ、オクラホマ州ロートンで育った。10歳ごろから物語を書き始め、好きなテレビ番組は『フラッシュ・ゴードン』だった。1964年、オクラホマ大学でラテン語の学士号を取得。同時に考古学、神話学、工学史なども学んだ。1965年、ボルチモアのジョンズ・ホプキンス大学で西洋古典学の修士号を取得。
卒業後オクラホマシティの高校 (John Marshall High School) で、ラテン語、古代ギリシア語、古典、古代史などを教えた。担当した科目はラテン語だったが、むしろローマや古代ギリシアの歴史、宗教、文化を教えることに情熱を注いだ。夏休みにはイギリス、フランス、スペイン、イタリアなどに学生を連れて行き、遺跡ツアーを実施した。空いている時間には、ローマ神話やギリシア神話を題材にした未来の物語を書いた。当時、SF作家になるにはまず専門誌に短編小説を掲載し、それから長編に取り組むのが普通だったが、チェリイはそのような道をたどらなかった。実際チェリイは何冊かの長編小説が出版されてから、初めて短編を書き始めている。
チェリイは教師の仕事の合間に書き溜めた長編小説の原稿を直接出版社に送った。当初はほとんど成功しなかった。出版社は彼女が送った原稿を紛失することが多く、何度も書き直す羽目に陥った。原稿のカーボンコピーを見て打ち直した方が複写機でコピーするよりも安上がりで、推敲の役に立った（パーソナルコンピュータが登場する前は、カーボン紙で1部だけコピーを作っておくのが普通だった）。1975年、ドナルド・A・ウォルハイムは彼女がDAWブックスに送ってきた2つの原稿 Gate of Ivrel と Brothers of Earth を買い取った。2つの長編小説は1976年に出版された（Gate of Ivrel の方が数カ月出版が早かったが、執筆順は逆）。これによって注目を集め、1977年のジョン・W・キャンベル新人賞を受賞した。
全作品がDAWブックスから出版されたわけではないが、初期はウォルハイムとの結びつきが強く、しばしばニューヨークに旅をしては、ウォルハイムの自宅に滞在した。他にも、Baen Books、ハーパーコリンズ、Warner Books、ランダムハウス（そのインプリントであるデル・レイ・ブックス）から長編小説を出版した。1970年代には上記2冊のほかに6つの長編小説を出版している。
1979年、短編「カッサンドラ」でヒューゴー賞 短編小説部門を受賞。これを機に教師を辞め、専業作家となった。なお、ヒューゴー賞長編小説部門は、『ダウンビロウ・ステーション』（1982年）と『サイティーン』（1989年）で受賞している。
彼女自身の架空世界構築に加え、チェリイはいくつかのシェアード・ワールドアンソロジーにも作品を提供している。例えば、Thieves World、Heroes in Hell、Elfquest、Witch World、Magic in Ithkar、チェリイ自身が編集した Merovingen Nights といったシリーズである。作品にはSFやファンタジーの様々なサブジャンルのものがあり、短いノンフィクションもある。作品は、チェコ語、オランダ語、フランス語、ドイツ語、ヘブライ語、ハンガリー語、イタリア語、日本語、ラトビア語、ポーランド語、ポルトガル語、ルーマニア語、ロシア語、スロバキア語、スペイン語、スウェーデン語に翻訳されている。また、いくつかのフランス語の作品を英語に翻訳している。
21世紀初頭にはSFおよびファンタジーの作家で画家の Jane Fancher と共にスポケーン近郊に住んでいる。趣味はスケートと旅行で、定期的にSF大会に出席している。
弟のデイヴィッド・A・チェリイ（David A. Cherry）はSFおよびファンタジー分野で活動する画家である。

## 手法
チェリイが使う技法を彼女自身は「非常に強く制限された三人称」、「強烈な三人称」、「強烈な内なる」声などと呼んでいる。この手法では、書き手は視点となるキャラクターが気づいたり、考えたことしか書かない。例えば、ある宇宙船の船長がとある宇宙ステーションに到着したとき、地の文ではその船長がよく知っていることは、たとえ重要であっても、読者には興味深いことであっても書かない。なぜなら、その船長はそれらのことをよく知っているので、それについて驚いたり考えたりするはずがないからである。これは視点となるキャラクターの心を読んでいるかのような経験を与え、意識の流れを語っているようなものである。

## ジャンル
その作品は多様であり、SFやファンタジーの特定のサブジャンルに分類することは難しい。チェリイ自身もSFとファンタジーを分離して考えてはおらず、細かくサブジャンルを分けることには反対の立場である。これについてチェリイは次のように書いている。「（私は）このように分類して、まるで別の種であるかのように互いに相手を軽蔑するようなことは好きではない。いいえ、いいえ、いいえ。私たちは1つの生き物から出発した。"彼ら" にしみがあるかどうかは気にしない。私たちはまだ同じ種類の猫なのだ」
それにもかかわらず、チェリイの作品はSFやファンタジーの個々のサブジャンルの典型と言われることが多い。
- スペースオペラ（あるいはニュースペースオペラ） - Foreigner シリーズと《「「同盟-連合」宇宙》シリーズ
- ハードSF - 『ダウンビロウ・ステーション』、『サイティーン』
- ミリタリーSF - "Company Wars"シリーズ、《色褪せた太陽》三部作
- サイエンス・ファンタジー - "Morgaine"シリーズ
- Bangsian fantasy - Heroes in Hell シリーズ

チェリイのファンタジーは特に分類が難しい。Ealdwood シリーズや Fortress シリーズといった作品はまぎれもなくハイ・ファンタジーである。また、ヒロイック・ファンタジーも手がけているということで、チェリイは Swordsmen and Sorcerers' Guild of America (SAGA)（いわゆる「剣と魔法」のファンタジー作家の団体）のメンバーにもなっている。しかし他にはもっと懐疑的、あるいは魔法が全く存在しないロー・ファンタジーとして The Paladin なども書いている。実際チェリイの Russian シリーズは歴史ファンタジーとでも言うべきもので、魔法的な力の危険についての教訓話として読むことができる。1996年の作品 Lois & Clark: A Superman Novel はテレビシリーズとのタイアップであり、スーパーヒーローものと恋愛ファンタジーの融合である。
短編集 Sunfall は終末ものである。シェアード・ワールドのシリーズ Merovingen Nights は、「剣と惑星」もの（異星人の住む惑星で地球人の主人公が活躍するファンタジー）の伝統的スタイルを踏襲している。1981年の Wave Without a Shore はテクノロジーよりも哲学的な関心が高い、いわゆるソフトSFの一種である。2004年の Forge of Heaven はポストサイバーパンクから多くの影響を受けている。また、ホラー小説の要素を取り入れた作品も多く、Voyager in Night、Finisterre シリーズ、Russian 三部作などがある。

## 世界構築
チェリイは、言語学、歴史、考古学、心理学といった知識を背景として、極めて写実的に架空世界を描く。チェリイの処女作の序文でアンドレ・ノートンはJ・R・R・トールキンと比較し、「この Gate of Ivrel のように物語にのめり込んでしまったのは『指輪物語』を読んで以来だ」と書いている。また、「彼女の科学と民話の混合は、トールキンやジーン・ウルフに匹敵する知的な深さを小説に与えている」という書評もあった。チェリイはもっともらしい地球外生命の文化、種属、予想を生み出し、読者に改めて人間の本質を考えさせる。チェリイは構築した世界を説明せずに暗黙のうちに示すため、複雑さと写実さが際立ち、賞賛されることになる。また、異なる言語間で概念を翻訳したり説明することの難しさを描いている。その最たる例は、Chanur シリーズと Foreigner シリーズである。
チェリイは小説の中の異星人社会を生み出すプロセスを、その社会について色々な質問を考え、その答えが異星人の文化の様々なパラメータを反映するように考えることだと述べている。チェリイによれば、「文化とは、生物が環境に反応し、暮らしをよりよくすること」である。知的異星人種を詳細に描くにあたって、チェリイは以下のことが重要だとしている。
- その種が住んでいる物理的な環境。
- その種の家屋の位置や性質。家屋同士の空間的関係。
- その種の食べ物、食べ物を得る方法と食べ方、食事にまつわる習慣。
- その種が知識を共有する際のプロセス。
- 死に関する習慣と考え方、同属の死の扱い方、来世をどう捉えているか。
- 「自己」および彼らの住む「宇宙」をどう捉えているかという形而上学的問題。

## 作風
チェリイの描く主人公は既存の社会の構造や基準を守ろうとし、敵は利己的な目的で既存の社会秩序を利用したり、破壊しようとしたり、大きく変えようとすることが多い。また、アウトサイダーが社会での居場所を探し、個人が互いにどのように関わっていくかをテーマとすることもある。軍事や政治をテーマとする作品もある。多くの作品の底流にあるのは、性的役割の探求である。チェリイの描くキャラクターは性別に関わらず長所も短所もさらけ出すが、女性主人公は特に有能で決断力があることが多い。
さらに、チェリイの描く男性は肉体的または精神的なトラウマを抱えており、精神、そして記憶になんらかの障害があることが多い。『ダウンビロウ・ステーション』のジョッシュ・タリー、Merchanter's Luck の Sandor、『リムランナーズ』のNGことラミー、Tripoint のThomas、『サイティーン』のジャスティン・ウァリックなどが例として挙げられる。Heavy Time の男性主人公は親友である女性が殺される現場を目撃して発狂する。

## 日本語訳作品一覧と受賞歴
- 《色褪せた太陽 (The Faded Sun)》三部作
  - ケスリス（1982年） Kesrith (1978)
  - ションジル（1982年） Shon'jir (1978)
  - クタス（1982年） Kutath (1979)
- ダウンビロウ・ステーション（1985年） Downbelow Station (1981) ヒューゴー賞 長編小説部門（1982年）[7]
- サイティーン（1993年） Cyteen (1988) ヒューゴー賞 長編小説部門（1989年）[8]、ローカス賞 SF長篇部門（1989年）[8]
- リムランナーズ（1993年） Rimrunners (1989)

短編
- カッサンドラ（1980年） Cassandra (1978) ヒューゴー賞 短編小説部門（1979年）

### 作品賞以外の受賞・表彰歴
- ジョン・W・キャンベル新人賞 – 1977年
- ニューイングランドSF協会
  - E・E・スミス記念賞（スカイラーク賞） 1988年
- Oklahoma Book Award
  - Arrell Gibson Lifetime Achievement Award 2005年
- 小惑星 (77185) チェリイ - 2001年3月20日に発見され、チェリイの栄誉を称えて名づけられた。
- 1998年、ボルチモアで開催されたワールドコンに主賓として招待された。